# حبوبة صغيرة
حبوبة صغيرة قرية سوريّة تتبع إداريّاً لمحافظة حلب منطقة منبج ناحية خفسة، بلغ تعداد سكانها (639) نسمة حسب التعداد السكاني لعام 2004.